# Kednäs
Kednäs är ett naturreservat i Åmåls kommun i Västra Götalands län.

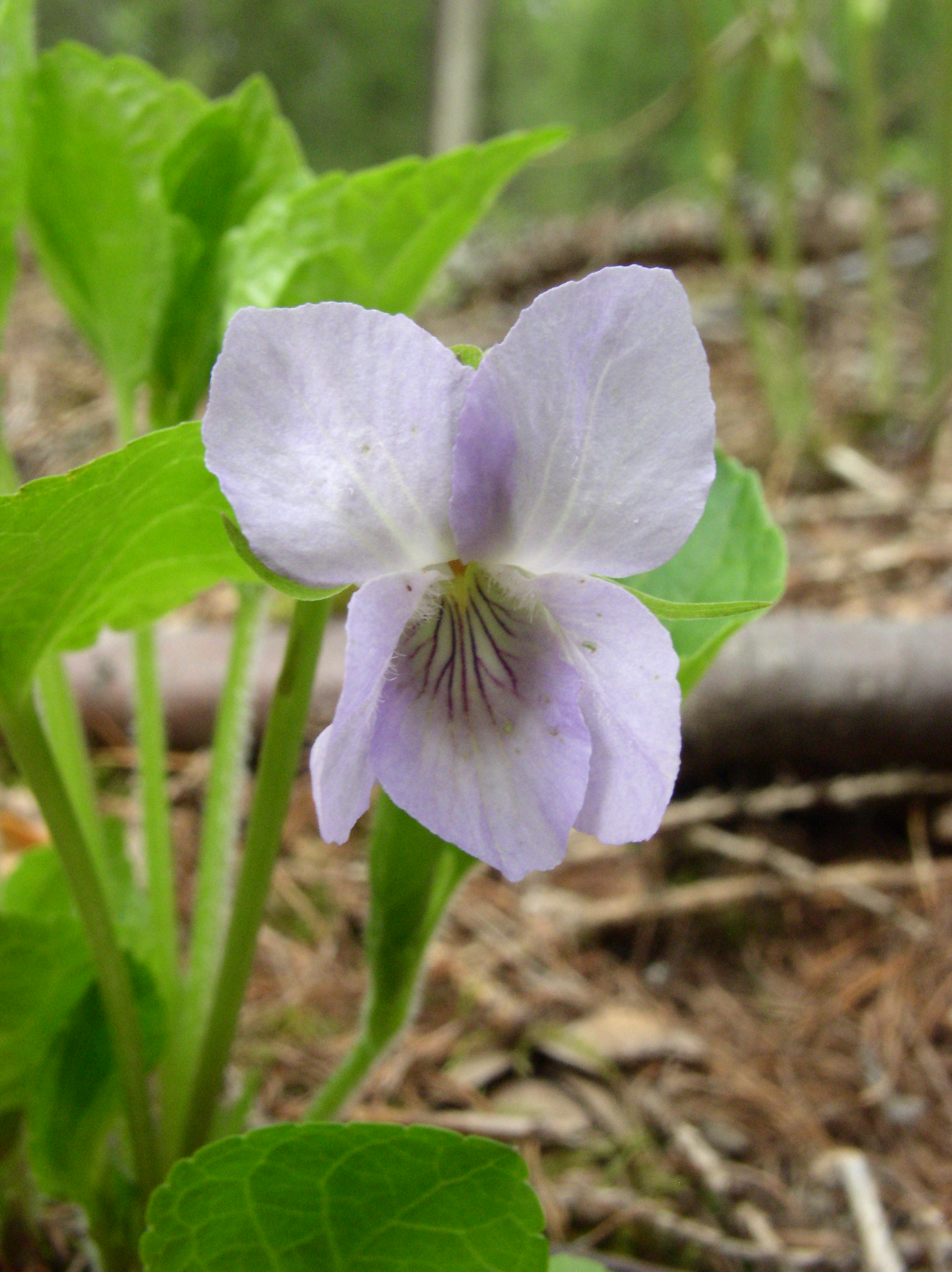
Underviol

Reservatet ligger nordväst om Edsleskogs kyrka vid sjön Edslans västra strand. Det är avsatt som skyddat område sedan 2011 och omfattar 42 hektar. Området består av tidigare odlingsmark och högt liggande barrskog.
Namnet kommer från torpet Kednäs som är dokumenterat sedan 1600-talet. Det var ett prästgårdstorp som tillhörde Edsleskogs kyrka. Marken brukades fram till kring 1950. Nu är den gamla odlingsmarken delvis igenvuxen av gran och lövskog. I branten vid gården Kednäs finns gott om grova ekar och aspar. Där kan man finna lundarv, underviol och sårläka.
Naturreservatet förvaltas av Västkuststiftelsen.